# کالینکوو
کالینکوو (به لهستانی:  Kalinków) یک روستا در لهستان است که در گمینا الکساندروو (استان ووتسکی) واقع شده‌است.
 کالینکوو  ۱۸۰ نفر جمعیت دارد.